# Pond of Drummond
Pond of Drummond är en sjö i Storbritannien.   Den ligger i kommunen Perth and Kinross och riksdelen Skottland, i den norra delen av landet, 600 km norr om huvudstaden London. Pond of Drummond ligger 53 meter över havet. Omgivningarna runt Pond of Drummond är en mosaik av jordbruksmark och naturlig växtlighet.